# Айоваїт
Айоваїт — водний оксихлорид магнію і заліза.

## Загальний опис
Формула: 4 Mg(OH)2•FeOCl•xH2O.
Містить (район Су, шт. Айова; %): MgO — 39,0; Fe2O3 — 21,16; Cl — 8,5; (H2O, Cl, F, OH) — 39,7. Сингонія гексагональна. Спайність досконала. Густина 2,11. Твердість 1,5. Колір блакитно-зелений. Риска біла. Блиск жирний. На дотик жирний, милоподібний. Просвічує.
Виявлений у керні з глибини 300—450 м серед серпентинітів разом з доломітом, бруситом, кальцитом і магнезитом.